# 8142 Zolotov
8142 Zolotov (1982 UR6) là một tiểu hành tinh vành đai chính được phát hiện ngày 20 tháng 10 năm 1982 bởi L. G. Karachkina ở Đài vật lý thiên văn Crimean.